# Ajn Sadžid (nádraží)
Ajn Sadžid nebo jen Sadžid (hebrejsky: תחנת הרכבת סג'ד, Tachanat ha-rakevet Sadžid) je bývalá železniční stanice na železniční trati Tel Aviv–Jeruzalém v Izraeli.

## Historie
Roku 1892 byla dokončena trať do Jeruzaléma. Krátce nato vznikla i stanice Ajn Sadžid. Využila polohy u vydatného pramene, který byl používán na doplňování vody do parních lokomotiv. V blízkosti stanice se v následující době rozvinula arabská vesnice Sadžid (vysídlená roku 1948). V roce 1915 byla stanice zrušena a nahradila ji železniční stanice Vádí Surár situovaná jen cca 2,5 kilometru severozápadně odtud, postavená tureckými úřady během první světové války. Po rekonstrukci tratě dokončené roku 2005 všechny stopy stanice Ajn Sadžid zanikly.

## Poloha
Ležela cca 15 kilometrů jižně od města Ramla a cca 1,5 kilometru jižně od vesnice Tal Šachar, v nadmořské výšce cca 110 metrů. Je situována poblíž potoka Sorek.